# Eurymylidae
Gli eurimilidi (Eurymylidae) sono una famiglia di mammiferi estinti, molto affini ai roditori. Vissero in Asia tra il Paleocene e l'Eocene (60 – 50 milioni di anni fa), e da molti studiosi sono ritenuti molto vicini all'antenato dei roditori veri e propri. 

## Classificazione
Conosciuti principalmente per fossili della dentatura e del cranio, questi animali mostrano caratteristiche molto simili a quelle dei roditori, anche se più primitive. Le dimensioni non eccedevano quelle di un coniglio, e l'aspetto era forse simile a quello di un attuale pika (gen. Ochotona). I più completi resti di eurimilidi appartengono ai generi Eurymylus, Heomys, Matutinia e Rhombomylus; questi fossili mostrano chiaramente caratteri derivati in comune, e quindi rappresentano un gruppo monofiletico non direttamente ancestrale ai roditori (Meng et al., 2003). Altri studiosi (Huang et al., 2004) hanno ipotizzato che alcuni generi (tra cui Hanomys e i già citati Matutinia e Rhombomylus) possiedano caratteri distintivi nel cranio e nella dentatura tali da giustificare l'inserimento in una famiglia a sé stante, i Rhombomylidae. In ogni caso, entrambe le famiglie verrebbero raggruppate nel piccolo ordine dei mixodonti (Mixodonta). I mixodonti, attualmente, sono considerati il sister group dei roditori, nel gruppo dei semplicidentati. 